# Jiang shi-film
Jiang shi-film, eller Ghost Kung Fu Comedy, förkortat GKFC, är en filmgenre som hade sin höjdpunkt i Hongkong under 1980-talet. Den skapades i och med Sammo Hungs film Encounters Of The Spooky Kind från 1980, och en blandning av kung fu-filmer och komedi med övernaturliga inslag, såsom hoppande vampyrer och kvinnliga spöken. 
De kinesiska vampyrerna skiljer sig kraftigt från de västerländska vampyrerna, bl.a. genom att de enbart förflyttar sig genom att hoppa, och är ganska duktiga på kung fu.
I de här filmerna förekommer normalt också en fat si, en daoistisk präst som jagar vampyrerna. Den skådespelare som kanske mest förknippas med den här genren är Lam Ching Ying.

## Exempel på filmer i genren
- Encounter Of The Spooky Kind
- Encounter Of The Spooky Kind 2
- Mr Vampire
- Mr Vampire 2
- Mr Vampire 3
- Mr Vampire 4
- The Dead And The Deadly
- Vampire vs. Vampire
- Gudarna måste vara tokiga 3
- Ghost Cop
- The Musical Vampire
- Where's Officer Tuba?